# Eiður Guðjohnsen
Eiður Smári Guðjohnsen (Reykjavík, 15 settembre 1978) è un allenatore di calcio ed ex calciatore islandese, di ruolo attaccante.

## Biografia
Figlio d'arte, suo padre Arnór fu calciatore in Belgio e in Francia; anche due dei suoi quattro figli, Andri e Sveinn, sono calciatori.

## Carriera

### Club
Cresciuto nel Valur, esordì sedicenne nel campionato islandese di prima divisione nel 1993. Notato dal PSV, si trasferì nei Paesi Bassi, dove rimase per due anni. Nel 1996 si ruppe la caviglia e faticò a riprendersi per via di una tendinite alla caviglia non diagnosticata in precedenza. Durante la riabilitazione il PSV Eindhoven stralciò il contratto che lo legava al giocatore e così Guðjohnsen si accasò al KR Reykjavík, con cui trascorse un breve periodo.
Nel 1998 passò al Bolton Wanderers, squadra della Premier League inglese. Con i Trotters giocò per due anni, realizzando 18 gol in 55 presenze. Nel 2000 fu messo sotto contratto dal Chelsea, con cui, in totale, segnerà 78 gol in 263 partite vincendo numerosi trofei in ambito nazionale, e formando con Jimmy Floyd Hasselbaink una partnership inossidabile.
Nell'estate 2006, dopo una stagione da comprimario, è stato acquistato dal Barcellona, club tra i più prestigiosi della Liga spagnola. Con l'infortunio del centravanti Samuel Eto'o all'inizio della stagione 2006-2007, ha trovato spazio da titolare, risultando spesso decisivo per la sua squadra. Nel ritorno degli ottavi di finale della Champions League ha realizzato il gol della vittoria per 1-0 in casa del Liverpool, sebbene la marcatura non abbia evitato l'eliminazione del Barcellona dal torneo. Con il Barcellona ha totalizzato 114 gettoni, di cui molti dalla panchina, e 19 reti.
Il 31 agosto 2009 si è trasferito a titolo definitivo al Monaco firmando un contratto biennale.
Nel gennaio 2010 viene ceduto in prestito al Tottenham. Il 20 marzo realizza la sua prima rete contro lo Stoke City (la partita terminerà 1-2 per il Tottenham). Proprio in tale squadra si trasferisce in estate. Nel gennaio del 2011, passa in prestito al Fulham. A prestito concluso rimane svincolato.
Il 18 luglio 2011 viene messo sotto contratto dalla squadra greca dell'AEK Atene, e a metà ottobre subisce un infortunio (rottura di tibia e perone) che lo costringe a star fuori dai giochi per tutta la stagione, alla fine della quale rimane svincolato.
Nel settembre 2012 si aggrega allo Seattle Sounders per un periodo di prova. Il successivo 2 ottobre viene ingaggiato dal Cercle Brugge, club militante in Pro League. Pochi mesi dopo, viste le sue buone prestazioni, passa all'altra squadra cittadina, il Club Bruges.
Il 5 dicembre 2014 firma un contratto di sei mesi con il Bolton, club in cui aveva già militato tra il 1998 ed il 2000.
Il 5 luglio 2015 si trasferisce allo Shijiazhuang, in Cina.
Il 12 febbraio 2016 passa invece al Molde, in Norvegia. Il 3 agosto successivo rescinde il contratto col club. Il 24 agosto dello stesso anno firma con gli indiani del Pune City; tuttavia, a causa di un infortunio, non gioca neanche una partita e lascia la squadra dopo appena un mese.
L'8 settembre 2017 annuncia il suo ritiro.

### Nazionale
Il 24 aprile 1996 ha debuttato in Nazionale sostituendo il padre Arnór nel secondo tempo di un'amichevole tra Islanda ed Estonia; i due sono entrati così nella storia del calcio, dato che mai prima di allora un padre e un figlio avevano giocato entrambi in una stessa partita internazionale. Viene convocato per gli Europei 2016 in Francia.

## Statistiche

### Presenze e reti nei club
| Stagione           | Squadra            | Campionato         | Campionato | Campionato | Coppe nazionali | Coppe nazionali | Coppe nazionali | Coppe continentali | Coppe continentali | Coppe continentali | Altre coppe | Altre coppe | Altre coppe | Totale | Totale |
| Stagione           | Squadra            | Comp               | Pres       | Reti       | Comp            | Pres            | Reti            | Comp               | Pres               | Reti               | Comp        | Pres        | Reti        | Pres   | Reti   |
| ------------------ | ------------------ | ------------------ | ---------- | ---------- | --------------- | --------------- | --------------- | ------------------ | ------------------ | ------------------ | ----------- | ----------- | ----------- | ------ | ------ |
| 1993-1994          | Valur              | UK                 | 2          | 0          | -               | -               | -               | -                  | -                  | -                  | -           | -           | -           | 2      | 0      |
| 1994-1995          | Valur              | UK                 | 15         | 7          | -               | -               | -               | -                  | -                  | -                  | -           | -           | -           | 15     | 7      |
| Totale Valur       | Totale Valur       | Totale Valur       | 17         | 7          |                 |                 |                 |                    |                    |                    |             |             |             | 17     | 7      |
| 1995-1996          | PSV                | ED                 | 13         | 3          | CO              | 0               | 0               | CU                 | 2                  | 0                  | -           | -           | -           | 15     | 3      |
| 1996-1997          | PSV                | ED                 | 0          | 0          | CO              | 0               | 0               | CdC                | 0                  | 0                  | SO          | 0           | 0           | 0      | 0      |
| Totale PSV         | Totale PSV         | Totale PSV         | 13         | 3          |                 | 0               | 0               |                    | 2                  | 0                  |             | -           | -           | 15     | 3      |
| 1997-1998          | KR Reykjavík       | UK                 | 6          | 0          | -               | -               | -               | -                  | -                  | -                  | -           | -           | -           | 6      | 0      |
| 1998-1999          | Bolton             | FD                 | 14+3       | 5          | FACup+CdL       | 0+1             | 0               | -                  | -                  | -                  | -           | -           | -           | 18     | 5      |
| 1999-2000          | Bolton             | FD                 | 41+1       | 13+1       | FACup+CdL       | 5+8             | 4+3             | -                  | -                  | -                  | -           | -           | -           | 55     | 21     |
| Totale Bolton      | Totale Bolton      | Totale Bolton      | 55+4       | 18+1       |                 | 14              | 7               |                    | -                  | -                  |             | -           | -           | 73     | 26     |
| 2000-2001          | Chelsea            | PL                 | 30         | 10         | FACup+CdL       | 3+1             | 3+0             | CU                 | 2                  | 0                  | CS          | 1           | 0           | 37     | 13     |
| 2001-2002          | Chelsea            | PL                 | 32         | 14         | FACup+CdL       | 7+5             | 3+3             | CU                 | 3                  | 3                  | -           | -           | -           | 47     | 23     |
| 2002-2003          | Chelsea            | PL                 | 35         | 10         | FACup+CdL       | 5+2             | 0               | CU                 | 2                  | 0                  | -           | -           | -           | 44     | 10     |
| 2003-2004          | Chelsea            | PL                 | 26         | 6          | FACup+CdL       | 4+1             | 2+2             | UCL                | 10                 | 3                  | -           | -           | -           | 41     | 13     |
| 2004-2005          | Chelsea            | PL                 | 37         | 12         | FACup+CdL       | 3+6             | 1+1             | UCL                | 11                 | 2                  | -           | -           | -           | 57     | 16     |
| 2005-2006          | Chelsea            | PL                 | 26         | 2          | FACup+CdL       | 3+1             | 1+0             | UCL                | 6                  | 0                  | CS          | 1           | 0           | 37     | 3      |
| Totale Chelsea     | Totale Chelsea     | Totale Chelsea     | 186        | 54         |                 | 41              | 16              |                    | 34                 | 8                  |             | 2           | 0           | 263    | 78     |
| 2006-2007          | Barcellona         | PD                 | 25         | 5          | CR              | 6               | 3               | UCL                | 8                  | 3                  | SS+SU+Cmc   | 1+1+2       | 0+0+1       | 43     | 12     |
| 2007-2008          | Barcellona         | PD                 | 23         | 2          | CR              | 6               | 1               | UCL                | 8                  | 0                  | -           | -           | -           | 37     | 3      |
| 2008-2009          | Barcellona         | PD                 | 24         | 3          | CR              | 5               | 1               | UCL                | 5                  | 0                  | -           | -           | -           | 34     | 4      |
| Totale Barcellona  | Totale Barcellona  | Totale Barcellona  | 72         | 10         |                 | 17              | 5               |                    | 21                 | 3                  |             | 4           | 1           | 114    | 19     |
| 2009-gen. 2010     | Monaco             | L1                 | 9          | 0          | CF+CdL          | 1+1             | 0               | -                  | -                  | -                  | -           | -           | -           | 11     | 0      |
| gen.-giu. 2010     | Tottenham          | PL                 | 11         | 1          | FACup+CdL       | 3+0             | 1               | -                  | -                  | -                  | -           | -           | -           | 14     | 2      |
| 2010-gen. 2011     | Stoke City         | PL                 | 4          | 0          | FACup+CdL       | 0+1             | 0               | -                  | -                  | -                  | -           | -           | -           | 5      | 0      |
| gen.-giu. 2011     | Fulham             | PL                 | 10         | 0          | FACup+CdL       | 0               | 0               | -                  | -                  | -                  | -           | -           | -           | 10     | 0      |
| 2011-2012          | AEK Atene          | SL                 | 6+4        | 1          | CG              | 0               | 0               | UEL                | 4                  | 0                  | -           | -           | -           | 14     | 1      |
| 2012-gen. 2013     | Cercle Bruges      | D1                 | 13         | 6          | CB              | 1               | 1               | -                  | -                  | -                  | -           | -           | -           | 14     | 7      |
| gen.-giu. 2013     | Club Bruges        | D1                 | 8+10       | 2+1        | CB              | -               | -               | -                  | -                  | -                  | -           | -           | -           | 18     | 3      |
| 2013-2014          | Club Bruges        | D1                 | 20+8       | 2+2        | CB              | 0               | 0               | UEL                | 2                  | 0                  | -           | -           | -           | 30     | 4      |
| Totale Club Bruges | Totale Club Bruges | Totale Club Bruges | 28+18      | 4+3        |                 | 0               | 0               |                    | 2                  | 0                  |             | -           | -           | 48     | 7      |
| 2014-2015          | Bolton             | FLC                | 21         | 5          | FACup+CdL       | 3+0             | 1               | -                  | -                  | -                  | -           | -           | -           | 24     | 6      |
| 2015-gen. 2016     | Shijiazhuang       | CSL                | 14         | 1          | CdC             | 0               | 0               | ACL                | 0                  | 0                  | -           | -           | -           | 14     | 1      |
| gen.-giu. 2016     | Molde              | ES                 | 13         | 1          | CN              | 0               | 0               | UEL                | 0                  | 0                  | -           | -           | -           | 13     | 1      |
| 2016-2017          | Pune City          | ISL                | 0          | 0          | -               | -               | -               | -                  | -                  | -                  | -           | -           | -           | 0      | 0      |
| Totale carriera    | Totale carriera    | Totale carriera    | 474+26     | 111+4      |                 | 82              | 31              |                    | 63                 | 11                 |             | 6           | 1           | 651    | 158    |

### Cronologia presenze e reti in Nazionale
| Cronologia completa delle presenze e delle reti in nazionale ― Islanda | Cronologia completa delle presenze e delle reti in nazionale ― Islanda | Cronologia completa delle presenze e delle reti in nazionale ― Islanda | Cronologia completa delle presenze e delle reti in nazionale ― Islanda | Cronologia completa delle presenze e delle reti in nazionale ― Islanda | Cronologia completa delle presenze e delle reti in nazionale ― Islanda | Cronologia completa delle presenze e delle reti in nazionale ― Islanda | Cronologia completa delle presenze e delle reti in nazionale ― Islanda |
| Data                                                                   | Città                                                                  | In casa                                                                | Risultato                                                              | Ospiti                                                                 | Competizione                                                           | Reti                                                                   | Note                                                                   |
| ---------------------------------------------------------------------- | ---------------------------------------------------------------------- | ---------------------------------------------------------------------- | ---------------------------------------------------------------------- | ---------------------------------------------------------------------- | ---------------------------------------------------------------------- | ---------------------------------------------------------------------- | ---------------------------------------------------------------------- |
| 24-4-1996                                                              | Tallinn                                                                | Estonia                                                                | 0 – 3                                                                  | Islanda                                                                | Amichevole                                                             | -                                                                      | 62’                                                                    |
| 4-9-1999                                                               | Reykjavík                                                              | Islanda                                                                | 3 – 0                                                                  | Andorra                                                                | Qual. Euro 2000                                                        | 1                                                                      | 77’                                                                    |
| 8-9-1999                                                               | Reykjavík                                                              | Islanda                                                                | 0 – 1                                                                  | Ucraina                                                                | Qual. Euro 2000                                                        | -                                                                      | 73’                                                                    |
| 9-10-1999                                                              | Saint-Denis                                                            | Francia                                                                | 3 – 2                                                                  | Islanda                                                                | Qual. Euro 2000                                                        | -                                                                      | 54’                                                                    |
| 16-8-2000                                                              | Reykjavík                                                              | Islanda                                                                | 2 – 1                                                                  | Svezia                                                                 | Amichevole                                                             | -                                                                      |                                                                        |
| 2-9-2000                                                               | Reykjavík                                                              | Islanda                                                                | 1 – 2                                                                  | Danimarca                                                              | Qual. Mondiali 2002                                                    | -                                                                      |                                                                        |
| 7-10-2000                                                              | Teplice                                                                | Rep. Ceca                                                              | 4 – 0                                                                  | Islanda                                                                | Qual. Mondiali 2002                                                    | -                                                                      |                                                                        |
| 11-10-2000                                                             | Reykjavík                                                              | Islanda                                                                | 1 – 0                                                                  | Irlanda del Nord                                                       | Qual. Mondiali 2002                                                    | -                                                                      |                                                                        |
| 15-11-2000                                                             | Varsavia                                                               | Polonia                                                                | 1 – 0                                                                  | Islanda                                                                | Amichevole                                                             | -                                                                      |                                                                        |
| 24-3-2001                                                              | Sofia                                                                  | Bulgaria                                                               | 2 – 1                                                                  | Islanda                                                                | Qual. Mondiali 2002                                                    | -                                                                      | 61’                                                                    |
| 25-4-2001                                                              | Ta' Qali                                                               | Malta                                                                  | 1 – 4                                                                  | Islanda                                                                | Qual. Mondiali 2002                                                    | 1                                                                      |                                                                        |
| 2-6-2001                                                               | Reykjavík                                                              | Islanda                                                                | 3 – 0                                                                  | Malta                                                                  | Qual. Mondiali 2002                                                    | 1                                                                      |                                                                        |
| 6-6-2001                                                               | Reykjavík                                                              | Islanda                                                                | 1 – 1                                                                  | Bulgaria                                                               | Qual. Mondiali 2002                                                    | -                                                                      |                                                                        |
| 1-9-2001                                                               | Reykjavík                                                              | Islanda                                                                | 3 – 1                                                                  | Rep. Ceca                                                              | Qual. Mondiali 2002                                                    | -                                                                      | 72’                                                                    |
| 5-9-2001                                                               | Belfast                                                                | Irlanda del Nord                                                       | 3 – 0                                                                  | Islanda                                                                | Qual. Mondiali 2002                                                    | -                                                                      |                                                                        |
| 6-10-2001                                                              | Copenaghen                                                             | Danimarca                                                              | 6 – 0                                                                  | Islanda                                                                | Qual. Mondiali 2002                                                    | -                                                                      |                                                                        |
| 21-8-2002                                                              | Reykjavík                                                              | Islanda                                                                | 3 – 0                                                                  | Andorra                                                                | Amichevole                                                             | 1                                                                      | 46’                                                                    |
| 7-9-2002                                                               | Reykjavík                                                              | Islanda                                                                | 0 – 2                                                                  | Ungheria                                                               | Amichevole                                                             | -                                                                      |                                                                        |
| 12-10-2002                                                             | Reykjavík                                                              | Islanda                                                                | 0 – 2                                                                  | Scozia                                                                 | Qual. Euro 2004                                                        | -                                                                      |                                                                        |
| 16-10-2002                                                             | Reykjavík                                                              | Islanda                                                                | 3 – 0                                                                  | Lituania                                                               | Qual. Euro 2004                                                        | 2                                                                      |                                                                        |
| 29-3-2003                                                              | Edimburgo                                                              | Scozia                                                                 | 2 – 1                                                                  | Islanda                                                                | Qual. Euro 2004                                                        | 1                                                                      | 85’                                                                    |
| 30-4-2003                                                              | Vantaa                                                                 | Finlandia                                                              | 3 – 0                                                                  | Islanda                                                                | Amichevole                                                             | -                                                                      | 35’                                                                    |
| 7-6-2003                                                               | Reykjavík                                                              | Islanda                                                                | 2 – 1                                                                  | Fær Øer                                                                | Qual. Euro 2004                                                        | -                                                                      | cap.                                                                   |
| 11-6-2003                                                              | Kaunas                                                                 | Lituania                                                               | 0 – 3                                                                  | Islanda                                                                | Qual. Euro 2004                                                        | 1                                                                      | cap.                                                                   |
| 20-8-2003                                                              | Tórshavn                                                               | Fær Øer                                                                | 1 – 2                                                                  | Islanda                                                                | Qual. Euro 2004                                                        | 1                                                                      | cap.                                                                   |
| 6-9-2003                                                               | Reykjavík                                                              | Islanda                                                                | 0 – 0                                                                  | Germania                                                               | Qual. Euro 2004                                                        | -                                                                      | cap.                                                                   |
| 11-10-2003                                                             | Amburgo                                                                | Germania                                                               | 3 – 0                                                                  | Islanda                                                                | Qual. Euro 2004                                                        | -                                                                      | cap. 27’                                                               |
| 30-5-2004                                                              | Manchester                                                             | Islanda                                                                | 2 – 3                                                                  | Giappone                                                               | Amichevole                                                             | -                                                                      | cap.                                                                   |
| 5-6-2004                                                               | Manchester                                                             | Inghilterra                                                            | 6 – 1                                                                  | Islanda                                                                | Amichevole                                                             | -                                                                      | cap.                                                                   |
| 18-8-2004                                                              | Reykjavík                                                              | Islanda                                                                | 2 – 0                                                                  | Italia                                                                 | Amichevole                                                             | 1                                                                      | cap.                                                                   |
| 4-9-2004                                                               | Reykjavík                                                              | Islanda                                                                | 1 – 3                                                                  | Bulgaria                                                               | Qual. Mondiali 2006                                                    | 1                                                                      | cap.                                                                   |
| 8-9-2004                                                               | Budapest                                                               | Ungheria                                                               | 3 – 2                                                                  | Islanda                                                                | Qual. Mondiali 2006                                                    | 1                                                                      | cap. 88’                                                               |
| 9-10-2004                                                              | Ta' Qali                                                               | Malta                                                                  | 0 – 0                                                                  | Islanda                                                                | Qual. Mondiali 2006                                                    | -                                                                      | cap.                                                                   |
| 13-10-2004                                                             | Reykjavík                                                              | Islanda                                                                | 1 – 4                                                                  | Svezia                                                                 | Qual. Mondiali 2006                                                    | 1                                                                      | cap.                                                                   |
| 4-6-2005                                                               | Reykjavík                                                              | Islanda                                                                | 2 – 3                                                                  | Ungheria                                                               | Qual. Mondiali 2006                                                    | 1                                                                      | cap. 57’                                                               |
| 8-6-2005                                                               | Reykjavík                                                              | Islanda                                                                | 4 – 1                                                                  | Malta                                                                  | Qual. Mondiali 2006                                                    | 1                                                                      | cap. 81’                                                               |
| 17-8-2005                                                              | Reykjavík                                                              | Islanda                                                                | 4 – 1                                                                  | Sudafrica                                                              | Amichevole                                                             | -                                                                      | cap.                                                                   |
| 3-9-2005                                                               | Reykjavík                                                              | Islanda                                                                | 1 – 3                                                                  | Croazia                                                                | Qual. Mondiali 2006                                                    | 1                                                                      | cap.                                                                   |
| 7-9-2005                                                               | Sofia                                                                  | Bulgaria                                                               | 3 – 2                                                                  | Islanda                                                                | Qual. Mondiali 2006                                                    | -                                                                      | cap. 77’                                                               |
| 28-2-2006                                                              | Londra                                                                 | Islanda                                                                | 0 – 2                                                                  | Trinidad e Tobago                                                      | Amichevole                                                             | -                                                                      | cap. 72’                                                               |
| 2-9-2006                                                               | Belfast                                                                | Irlanda del Nord                                                       | 0 – 3                                                                  | Islanda                                                                | Qual. Euro 2008                                                        | 1                                                                      | cap.                                                                   |
| 6-9-2006                                                               | Reykjavík                                                              | Islanda                                                                | 0 – 2                                                                  | Danimarca                                                              | Qual. Euro 2008                                                        | -                                                                      | cap. 3’                                                                |
| 7-10-2006                                                              | Riga                                                                   | Lettonia                                                               | 4 – 0                                                                  | Islanda                                                                | Qual. Euro 2008                                                        | -                                                                      | cap.                                                                   |
| 11-10-2006                                                             | Reykjavík                                                              | Islanda                                                                | 1 – 2                                                                  | Svezia                                                                 | Qual. Euro 2008                                                        | -                                                                      | cap.                                                                   |
| 28-3-2007                                                              | Palma di Maiorca                                                       | Spagna                                                                 | 1 – 0                                                                  | Islanda                                                                | Qual. Euro 2008                                                        | -                                                                      | cap.                                                                   |
| 2-6-2007                                                               | Reykjavík                                                              | Islanda                                                                | 1 – 1                                                                  | Liechtenstein                                                          | Qual. Euro 2008                                                        | -                                                                      | cap. 62’                                                               |
| 12-9-2007                                                              | Reykjavík                                                              | Islanda                                                                | 2 – 1                                                                  | Irlanda del Nord                                                       | Qual. Euro 2008                                                        | -                                                                      | 53’                                                                    |
| 13-10-2007                                                             | Reykjavík                                                              | Islanda                                                                | 2 – 4                                                                  | Lettonia                                                               | Qual. Euro 2008                                                        | 2                                                                      | cap.                                                                   |
| 17-10-2007                                                             | Vaduz                                                                  | Liechtenstein                                                          | 3 – 0                                                                  | Islanda                                                                | Qual. Euro 2008                                                        | -                                                                      | cap. 75’                                                               |
| 26-3-2008                                                              | Zlaté Moravce                                                          | Slovacchia                                                             | 1 – 2                                                                  | Islanda                                                                | Amichevole                                                             | 1                                                                      | 90’                                                                    |
| 20-8-2008                                                              | Reykjavík                                                              | Islanda                                                                | 1 – 1                                                                  | Azerbaigian                                                            | Amichevole                                                             | -                                                                      |                                                                        |
| 6-9-2008                                                               | Oslo                                                                   | Norvegia                                                               | 2 – 2                                                                  | Islanda                                                                | Qual. Mondiali 2010                                                    | 1                                                                      |                                                                        |
| 10-9-2008                                                              | Reykjavík                                                              | Islanda                                                                | 1 – 2                                                                  | Scozia                                                                 | Qual. Mondiali 2010                                                    | 1                                                                      |                                                                        |
| 11-10-2008                                                             | Rotterdam                                                              | Paesi Bassi                                                            | 2 – 0                                                                  | Islanda                                                                | Qual. Mondiali 2010                                                    | -                                                                      |                                                                        |
| 15-10-2008                                                             | Reykjavík                                                              | Islanda                                                                | 1 – 0                                                                  | Macedonia                                                              | Qual. Mondiali 2010                                                    | -                                                                      | 80’                                                                    |
| 11-2-2009                                                              | Murcia                                                                 | Islanda                                                                | 2 – 0                                                                  | Liechtenstein                                                          | Amichevole                                                             | 1                                                                      | 70’                                                                    |
| 1-4-2009                                                               | Glasgow                                                                | Scozia                                                                 | 2 – 1                                                                  | Islanda                                                                | Qual. Mondiali 2010                                                    | -                                                                      |                                                                        |
| 6-6-2009                                                               | Reykjavík                                                              | Islanda                                                                | 1 – 2                                                                  | Paesi Bassi                                                            | Qual. Mondiali 2010                                                    | -                                                                      |                                                                        |
| 12-8-2009                                                              | Reykjavík                                                              | Islanda                                                                | 1 – 1                                                                  | Slovacchia                                                             | Amichevole                                                             | -                                                                      | 77’                                                                    |
| 5-9-2009                                                               | Reykjavík                                                              | Islanda                                                                | 1 – 1                                                                  | Norvegia                                                               | Qual. Mondiali 2010                                                    | 1                                                                      |                                                                        |
| 14-11-2009                                                             | Lussemburgo                                                            | Lussemburgo                                                            | 1 – 1                                                                  | Islanda                                                                | Amichevole                                                             | -                                                                      |                                                                        |
| 11-8-2010                                                              | Reykjavík                                                              | Islanda                                                                | 1 – 1                                                                  | Liechtenstein                                                          | Amichevole                                                             | -                                                                      | 64’                                                                    |
| 12-10-2010                                                             | Reykjavík                                                              | Islanda                                                                | 1 – 3                                                                  | Portogallo                                                             | Qual. Euro 2012                                                        | -                                                                      | 79’                                                                    |
| 4-6-2011                                                               | Reykjavík                                                              | Islanda                                                                | 0 – 2                                                                  | Danimarca                                                              | Qual. Euro 2012                                                        | -                                                                      |                                                                        |
| 10-8-2011                                                              | Budapest                                                               | Ungheria                                                               | 4 – 0                                                                  | Islanda                                                                | Amichevole                                                             | -                                                                      | 84’                                                                    |
| 2-9-2011                                                               | Oslo                                                                   | Norvegia                                                               | 1 – 0                                                                  | Islanda                                                                | Qual. Euro 2012                                                        | -                                                                      | cap.                                                                   |
| 6-9-2011                                                               | Reykjavík                                                              | Islanda                                                                | 1 – 0                                                                  | Cipro                                                                  | Qual. Euro 2012                                                        | -                                                                      | cap.                                                                   |
| 15-8-2012                                                              | Reykjavík                                                              | Islanda                                                                | 2 – 0                                                                  | Fær Øer                                                                | Amichevole                                                             | -                                                                      | 68’                                                                    |
| 6-2-2013                                                               | Marbella                                                               | Islanda                                                                | 0 – 2                                                                  | Russia                                                                 | Amichevole                                                             | -                                                                      | 80’                                                                    |
| 22-3-2013                                                              | Lubiana                                                                | Slovenia                                                               | 1 – 2                                                                  | Islanda                                                                | Qual. Mondiali 2014                                                    | -                                                                      | 76’                                                                    |
| 7-6-2013                                                               | Reykjavík                                                              | Islanda                                                                | 2 – 4                                                                  | Slovenia                                                               | Qual. Mondiali 2014                                                    | -                                                                      | 53’                                                                    |
| 14-8-2013                                                              | Reykjavík                                                              | Islanda                                                                | 1 – 0                                                                  | Fær Øer                                                                | Amichevole                                                             | -                                                                      | 46’                                                                    |
| 6-9-2013                                                               | Berna                                                                  | Svizzera                                                               | 4 – 4                                                                  | Islanda                                                                | Qual. Mondiali 2014                                                    | -                                                                      | 46’                                                                    |
| 10-9-2013                                                              | Reykjavík                                                              | Islanda                                                                | 2 – 1                                                                  | Albania                                                                | Qual. Mondiali 2014                                                    | -                                                                      | 76’                                                                    |
| 11-10-2013                                                             | Reykjavík                                                              | Islanda                                                                | 2 – 0                                                                  | Cipro                                                                  | Qual. Mondiali 2014                                                    | -                                                                      | 66’                                                                    |
| 15-10-2013                                                             | Oslo                                                                   | Norvegia                                                               | 1 – 1                                                                  | Islanda                                                                | Qual. Mondiali 2014                                                    | -                                                                      | 59’                                                                    |
| 15-11-2013                                                             | Reykjavík                                                              | Islanda                                                                | 0 – 0                                                                  | Croazia                                                                | Qual. Mondiali 2014                                                    | -                                                                      | 46’                                                                    |
| 19-11-2013                                                             | Zagabria                                                               | Croazia                                                                | 2 – 0                                                                  | Islanda                                                                | Qual. Mondiali 2014                                                    | -                                                                      | 65’                                                                    |
| 28-3-2015                                                              | Astana                                                                 | Kazakistan                                                             | 0 – 3                                                                  | Islanda                                                                | Qual. Euro 2016                                                        | 1                                                                      | 83’                                                                    |
| 3-9-2015                                                               | Amsterdam                                                              | Paesi Bassi                                                            | 0 – 1                                                                  | Islanda                                                                | Qual. Euro 2016                                                        | -                                                                      | 64’                                                                    |
| 10-10-2015                                                             | Reykjavík                                                              | Islanda                                                                | 2 – 2                                                                  | Lettonia                                                               | Qual. Euro 2016                                                        | -                                                                      | 65’                                                                    |
| 13-1-2016                                                              | Abu Dhabi                                                              | Finlandia                                                              | 0 – 1                                                                  | Islanda                                                                | Amichevole                                                             | -                                                                      | cap.                                                                   |
| 16-1-2016                                                              | Abu Dhabi                                                              | Emirati Arabi Uniti                                                    | 2 – 1                                                                  | Islanda                                                                | Amichevole                                                             | -                                                                      | cap. 59’                                                               |
| 31-1-2016                                                              | Carson                                                                 | Stati Uniti                                                            | 3 – 2                                                                  | Islanda                                                                | Amichevole                                                             | -                                                                      | cap. 71’                                                               |
| 1-6-2016                                                               | Oslo                                                                   | Norvegia                                                               | 3 – 2                                                                  | Islanda                                                                | Amichevole                                                             | -                                                                      | 46’                                                                    |
| 6-6-2016                                                               | Reykjavík                                                              | Islanda                                                                | 4 – 0                                                                  | Liechtenstein                                                          | Amichevole                                                             | 1                                                                      | 46’                                                                    |
| 18-6-2016                                                              | Marsiglia                                                              | Islanda                                                                | 1 – 1                                                                  | Ungheria                                                               | Euro 2016 - 1º turno                                                   | -                                                                      | 84’                                                                    |
| 3-7-2016                                                               | Saint-Denis                                                            | Francia                                                                | 5 – 2                                                                  | Islanda                                                                | Euro 2016 - Quarti di finale                                           | -                                                                      | 82’                                                                    |
| Totale                                                                 |                                                                        | Presenze (9º posto)                                                    | 88                                                                     |                                                                        | Reti (2º posto)                                                        | 26                                                                     |                                                                        |

## Palmarès

### Club
Competizioni Nazionali
- Coppa dei Paesi Bassi: 1

PSV Eindhoven: 1995-1996
- Supercoppa dei Paesi Bassi: 1

PSV Eindhoven: 1996
- Campionato olandese: 1

PSV Eindhoven: 1996-1997
- Coppa di Lega inglese: 1

Chelsea: 2004-2005
- Campionato inglese: 2

Chelsea: 2004-2005, 2005-2006
- Charity/Community Shield: 2

Chelsea: 2000, 2005
- Supercoppa di Spagna: 2

Barcellona: 2006, 2009
- Coppa di Spagna: 1

Barcellona: 2008-2009
- Campionato spagnolo: 1

Barcellona: 2008-2009
Competizioni Internazionali
- UEFA Champions League: 1

Barcellona: 2008-2009
- Supercoppa UEFA: 1

Barcellona: 2009